# Atlantic Affairs
Atlantic Affairs ist das am 27. Mai 2002 veröffentlichte 34. Studioalbum des deutschen Rockmusikers Udo Lindenberg.

## Inhalt
Udo Lindenberg interpretiert auf dem Album Werke deutscher Künstler neu, die in den 1920ern und 1930ern von den Nationalsozialisten verfolgt wurden, deshalb Deutschland verließen und im Exil lebten. Dazu gehören beispielsweise Lieder von Bertolt Brecht, Kurt Weill und Friedrich Hollaender.
Lindenberg wird von seiner Band, dem Panikorchester, musikalisch begleitet. Als Gäste singen Yvonne Catterfeld, die Prinzen, Ellen ten Damme, Nathalie Dorra und Tim Fischer, während Helge Schneider ein Saxophonsolo beiträgt.
Neben rockiger Popmusik finden sich auf dem Album Elemente anderer Stilrichtungen wie Techno, Soul und Blues.

### Titelliste
| #   | Titel                                                               | Komponist                                            | Texter                                           | Länge |
| --- | ------------------------------------------------------------------- | ---------------------------------------------------- | ------------------------------------------------ | ----- |
| 1.  | Stars die niemals untergehn                                         | Udo Lindenberg                                       | Udo Lindenberg                                   | 3:22  |
| 2.  | Bin nur ein Johnny (mit Helge Schneider (Saxophon))                 | Paul Abraham                                         | Paul Abraham, Alfred Grünwald, Fritz Löhner-Beda | 4:38  |
| 3.  | Ich hab noch einen Koffer in Berlin                                 | Ralph Maria Siegel                                   | Aldo von Pinelli                                 | 3:01  |
| 4.  | My Ship                                                             | Kurt Weill                                           | Ira Gershwin                                     | 2:39  |
| 5.  | Ich bin von Kopf bis Fuß auf Liebe eingestellt (mit Nathalie Dorra) | Friedrich Hollaender                                 | Friedrich Hollaender                             | 5:35  |
| 6.  | Kannst du pfeiffen Johanna?                                         | Sten Axelson, Åke Söderblom                          | Hans Joachim Bach                                | 2:40  |
| 7.  | Irgendwo auf der Welt (mit den Prinzen)                             | Werner Richard Heymann                               | Werner Richard Heymann, Robert Gilbert           | 4:35  |
| 8.  | Niemandsland (mit Yvonne Catterfeld)                                | Udo Lindenberg                                       | Udo Lindenberg, Angelina Maccarone               | 3:52  |
| 9.  | Ich weiß nicht zu wem ich gehöre (mit Ellen ten Damme)              | Friedrich Hollaender                                 | Friedrich Hollaender, Robert Liebmann            | 5:18  |
| 10. | Lili Marleen (mit Ellen Ten Damme)                                  | Norbert Schultze                                     | Hans Leip                                        | 3:21  |
| 11. | Es sind die finsteren Zeiten                                        | Hanns Eisler                                         | Bertolt Brecht                                   | 2:20  |
| 12. | Father, You Should Have Killed Hitler                               | Udo Lindenberg, Dave King                            | Udo Lindenberg                                   | 5:11  |
| 13. | Ein Koffer spricht (mit Tim Fischer)                                | Bente Kahan                                          | Ilse Weber                                       | 2:31  |
| 14. | Nangijala (mit Yvonne Catterfeld)                                   | Alex Christensen, P. Könemann, A. Bugle, Steve Frame | Mark Schlumberger                                | 4:22  |
| 15. | Ich hab noch einen Koffer für Berlin                                | Ralf Maria Siegel                                    | Aldo Pinelli, Add.: Udo Lindenberg               | 1:37  |
| 16. | Der Millionär hat keine Kohle mehr                                  | Udo Lindenberg                                       | Udo Lindenberg                                   | 3:42  |

## Revue
Lindenberg präsentierte die Lieder von Atlantic Affairs auf einer gleichnamigen Revue-Tour. Die Show zeigte Lindenberg, wie er auf einem Schiff von New York City nach Bremerhaven reist, dabei in alten Koffern aus einer überraschenden Erbschaft Kompositionen, Filme und Texte deutscher Exilanten findet und diese zusammen mit der Schiffsbesatzung und den Passagieren in neuen Formen wie Maschinenraum-Rock oder Ballsaal-Balladen aufführt. Die Rolle eines Stewards wird dabei jeweils von einem professionellen Schauspieler übernommen.
Die Premiere der Revue fand am 5. Mai 2002 im Stadttheater Bremerhaven statt, wobei Otto Sander den Steward spielte. Im Jahr darauf ging Lindenberg gemeinsam mit weiteren Interpreten des Albums, Gaststar Nena und Schauspieler Heinz Hoenig auf Deutschlandtour. Sie traten unter anderem im Thalia Theater in Hamburg und im Konzerthaus Die Glocke in Bremen auf. Im Juni 2003 gastierte die Show mit Ben Becker in der Rolle des Stewards bei den Ruhrfestspielen in Recklinghausen, im Oktober dann mit Peter Lohmeyer im dänischen Vejle. 2004 folgten drei Konzerte in China, eines in Peking und zwei in Shanghai, wo als Gaststar Cui Jian auftrat.
Die Revue wurde 2002 unter dem Titel Atlantic Affairs – Sterne, die nie untergehen mit Heinz Hoenig und Horst Buchholz unter der Regie von Hark Bohm verfilmt, auf ARD gesendet und ist als DVD erhältlich.

## Rezeption
Die Vorstellung der Revue im Majestic Theater in Shanghai war mit 1.300 Zuschauern bei weitem nicht ausverkauft, was von Kritikern auf den mangelnden Bezug zu China zurückgeführt wurde.

## Chartplatzierungen
Atlantic Affairs gehört zu den kommerziell weniger erfolgreichen Alben von Udo Lindenberg. Es war eine Woche in den deutschen Charts und belegte dort Platz 76. Nur knapp 7000 Stück der Platte wurden verkauft, während frühere Alben sechsstellige Verkaufszahlen erreichten.
| ChartsChartplatzierungen | Höchstplatzierung | Wochen |
| ------------------------ | ----------------- | ------ |
| Deutschland (GfK)        | 76 (1 Wo.)        | 1      |